# Diospyros filipendula
Diospyros filipendula är en tvåhjärtbladig växtart som beskrevs av Jean Baptiste Louis Pierre och Paul Lecomte. Diospyros filipendula ingår i släktet Diospyros och familjen Ebenaceae. Inga underarter finns listade i Catalogue of Life.